# XXI з'їзд КПУ
XXI з'їзд КПУ — з'їзд Комуністичної партії України, що відбувся 16—19 лютого 1960 року в Києві.
У роботі з'їзду взяли участь 894 делегати з ухвальним і 93 — з дорадчим голосом, які представляли 1 256 700 членів і 131 788 кандидатів у члени партії.

## Порядок денний з'їзду
1. Звіт ЦК КПУ (доповідач Підгорний Микола Вікторович).
2. Звіт Ревізійної комісії КПУ (доповідач Нечипорук Зоя Савівна).
3. Вибори керівних органів КПУ.

## Керівні органи партії
Обрано Центральний комітет у складі 111 членів і 63 кандидатів у члени ЦК, Ревізійну комісію у складі 39 осіб.

### Члени Центрального комітету
- Александров Микола Михайлович
- Андріанов Сергій Миколайович
- Бабаджанян Амазасп Хачатурович
- Бажан Микола Платонович
- Балоніна Олександра Михайлівна
- Барановський Анатолій Максимович
- Барильник Тимофій Григорович
- Бегма Василь Андрійович
- Бойчук Василь Сафронович
- Ботвинов Олександр Гнатович
- Бубновський Микита Дмитрович
- Буркацька Галина Євгенівна
- Бутенко Григорій Прокопович
- Ватченко Олексій Федосійович
- Виштак Степанида Демидівна
- Вівдиченко Іван Іванович
- Волков Анатолій Іванович
- Вольтовський Борис Іовлевич
- Гайовий Антон Іванович
- Гетьман Андрій Лаврентійович
- Гіталов Олександр Васильович
- Глухов Захар Миколайович
- Гончар Олесь Терентійович
- Гречуха Михайло Сергійович
- Гридасов Дмитро Матвійович
- Грушецький Іван Самійлович
- Давидов Олексій Йосипович
- Денисенко Олексій Іванович
- Дорошенко Петро Омелянович
- Дрозденко Василь Іванович
- Дружинін Володимир Миколайович
- Дядик Іван Іванович
- Єлістратов Петро Матвійович
- Заїка Ольга Харитонівна
- Іващенко Ольга Іллівна
- Казанець Іван Павлович
- Кальченко Никифор Тимофійович
- Касатонов Володимир Опанасович
- Кисляков Костянтин Сергійович
- Клименко Василь Костянтинович
- Ковпак Сидір Артемович
- Козир Павло Пантелійович
- Кольчик Олександр Арсенійович
- Ком'яхов Василь Григорович
- Корнійчук Олександр Євдокимович
- Коротченко Дем'ян Сергійович
- Кривенко Яків Миколайович
- Кривонос Петро Федорович
- Кузьмич Антон Савич
- Кухаренко Лідія Іванівна
- Лазуренко Михайло Костянтинович
- Лисенко Яків Іванович
- Литвин Костянтин Захарович
- Литовченко Григорій Павлович
- Личагін Микола Семенович
- Лісняк Павло Якович
- Лукашин Петро Тимофійович
- Ляшко Олександр Павлович
- Маленкін Андрій Сергійович
- Мамай Микола Якович
- Мартинов Федір Гнатович
- Махота Петро Семенович
- Мацидонський Федір Гнатович
- Морозова Євдокія Семенівна
- Москалець Костянтин Федорович
- Назаренко Іван Дмитрович
- Найдек Леонтій Іванович
- Науменко Андрій Михайлович
- Нікітченко Віталій Федотович
- Олейников Віктор Степанович
- Онищенко Григорій Потапович
- Палладін Олександр Володимирович
- Панасюк Денис Харитонович
- Патон Борис Євгенович
- Підгорний Микола Вікторович
- Піснячевський Дмитро Петрович
- Плахотник Мотрона Юхимівна
- Покришкін Олександр Іванович
- Посмітний Макар Онисимович
- Рожанчук Микола Михайлович
- Розенко Петро Якимович
- Саблєв Павло Юхимович
- Савельєв Іван Степанович
- Савченко Марія Харитонівна
- Сахновський Георгій Леонідович
- Семинський Віталій Купріянович
- Сєнін Іван Семенович
- Синиця Михайло Сафронович
- Скаба Андрій Данилович
- Скрябін Володимир Володимирович
- Слободянюк Маркіян Сергійович
- Смирнов Леонід Васильович
- Соболь Микола Олександрович
- Співак Марк Сидорович
- Стафійчук Іван Йосипович
- Стахурський Михайло Михайлович
- Титов Віталій Миколайович
- Тихонов Микола Олександрович
- Тичина Павло Григорович
- Федоров Олексій Федорович
- Федосєєв Олександр Іванович
- Федотов Дмитро Іванович
- Чеканюк Андрій Терентійович
- Чуйков Василь Іванович
- Шевель Георгій Георгійович
- Шевчук Григорій Іванович
- Шелест Петро Юхимович
- Щербак Пилип Кузьмич
- Щербицький Володимир Васильович
- Юрген Лідія Федорівна
- Янгель Михайло Кузьмич

### Кандидати в члени Центрального комітету
- Андрієнко Леонід Васильович
- Бабійчук Ростислав Володимирович
- Бєлогуров Микола Кіндратович
- Бичков Микола Гурійович
- Бібіков Василь Миколайович
- Білодід Іван Костянтинович
- Бровкін Олексій Миколайович
- Бурка Михайло Йосипович
- Бурмистров Олександр Олександрович
- Ващенко Григорій Іванович
- Власюк Петро Антипович
- Гарагонич Іван Георгійович
- Горбась Микола Пилипович
- Гуляєва Марія Яківна
- Гуреєв Микола Михайлович
- Даденков Юрій Миколайович
- Денисенко Андрій Андрійович
- Єременко Анатолій Петрович
- Івонін Іван Павлович
- Кабанець Іван Федорович
- Коваленко Костянтин Степанович
- Коваль Олексій Григорович
- Коваль Федір Тихонович
- Кондуфор Юрій Юрійович
- Коровченко Андрій Григорович
- Кременицький Віктор Олександрович
- Куманьок Порфирій Хомич
- Левченко Іван Федотович
- Лисенко Василь Васильович
- Лутак Іван Кіндратович
- Мокроус Федір Якович
- Мужицький Олександр Михайлович
- Назаренко Іван Тимофійович
- Норовкова Антоніна Іванівна
- Однороманенко Олександр Митрофанович
- Паламарчук Лука Хомич
- Педанюк Іван Маркович
- Петров Володимир Палладійович
- Пилипенко Володимир Іванович
- Прибильський Іван Степанович
- Руднєва Ніна Всеволодівна
- Сай Микола Петрович
- Селіванов Олександр Гнатович
- Сердечна Дарія Севастянівна
- Степченко Федір Петрович
- Стефаник Семен Васильович
- Танченко Іван Михайлович
- Терентьєв Валентин Олександрович
- Тимошенко Олександр Тимофійович
- Титаренко Олексій Антонович
- Тищенко Сергій Іларіонович
- Толубєєв Микита Павлович
- Торик Микола Антонович
- Трусов Костянтин Ананійович
- Турбай Григорій Автономович
- Філонов Іван Георгійович
- Хворостяний Микола Михайлович
- Хорунжий Михайло Васильович
- Цоколь Андрій Якимович
- Шевченко Володимир Васильович
- Шевченко Леонід Михайлович
- Шупик Платон Лукич
- Юнак Іван Харитонович

### Члени Ревізійної комісії
- Андрющенко Сергій Олександрович
- Бабич Микола Іванович
- Бажанов Юрій Павлович
- Бачков Микола Мефодійович
- Благун Микола Григорович
- Бодюх Олексій Омелянович
- Валага Ніна Никифорівна
- Глух Федір Кирилович
- Головченко Борис Степанович
- Згурська Катерина Іванівна
- Іваненко Іван Степанович
- Іванов Володимир Петрович
- Івановський Георгій Іванович
- Кайкан Петро Федорович
- Козубиця Олександр Панасович
- Кравченко Леонід Гаврилович
- Крамаренко Олександр Григорович
- Ладані Ганна Михайлівна
- Лалаянц Аркадій Макарович
- Марченко Георгій Іларіонович
- Нечипорук Зоя Савівна
- Овсянко Петро Федорович
- Олійниченко Костянтин Якимович
- Пашко Яків Юхимович
- Попльовкін Трохим Трохимович
- Рогоза Прокіп Данилович
- Рожко Олексій Прокопович
- Стаміков Федір Олексійович
- Стеценко Степан Омелянович
- Стоянцев Олексій Андрійович
- Суркін Микола Прокопович
- Танченко Степан Дмитрович
- Тарасевич Іван Федорович
- Тихонова Ніна Олександрівна
- Хорунова Марія Тихонівна
- Шевченко Олександр Йосипович
- Ягола Василь Андрійович
- Япаскурт Василь Васильович
- Ярощук Юхим Арсентійович